# 吴奎 (宋朝)
吳奎（1011年—1068年），字長文，濰州北海（今山東濰坊）人，北宋進士、官員。

## 生平
生性記憶力好，無書不讀。仁宗天圣五年（1027年）进士，调古田主簿。皇祐元年（1049年）举贤良方正能言极谏科，以太常博士通判陈州（治今河南省淮阳县）。皇祐二年（1050年），張堯佐累官三司使，舆情大哗。吴奎與知谏院谏官包拯、陈旭等联合上书：尧佐“乃凡庸之人，只因宠私，骤居要职。”至和元年（1054年）加知制诰。嘉祐四年（1059年）为翰林学士。神宗即位，拜参知政事，因反對王安石變法出知青州。熙宁元年（1068年）卒。
吳奎曾為仁宗嘉祐七年（1062年）去世的包拯寫墓志銘-《宋樞密副使贈禮部尚書孝肅包公墓銘》。